# Wales Millennium Centre
Wales Millennium Centre (velšsky Canolfan Mileniwm Cymru) je kulturní centrum v Cardiffu. Rozkládá se na ploše 1,9 hektarů a jeho výstavba začala v únoru roku 2002. První část byla otevřena v listopadu 2004 a druhá v lednu 2009. Architektem budov je Velšan Jonathan Adams. Centrum je sídlem Velšské národní opery, hnutí Urdd Gobaith Cymru a dalších. Původně na místě budovy měla stát budova známá jako Cardiff Bay Opera House, jehož architektkou byla Zaha Hadid. Tento návrh však nebyl realizován.